# 김정경
김정경(1944년 1월 2일 ~ )는 대한민국의 성우이다. 1964년 연극 배우로 활동하다가 1968년 TBC에 입사했으며 언론통폐합에 따라 현재는 KBS 10기이다. 한국방송 성우극회 소속.

## 주요 출연작품

### 애니메이션
- 날아라 슈퍼보드(KBS) - 삼장법사
- 닌자 거북이(VIDEO) - 스플린터
- 동물농장(KBS) - 나폴레옹
- 출동! 바이오 용사(KBS) - 바이오 원
- 엄마찾아 삼만리(KBS)
- 엄지나라 삼총사(KBS) - 헌터 박사
- 까치의 날개(KBS) - 선생님, 아버지, 주심
- 보물섬(KBS) - 앤더슨
- 홈런왕 강속구(KBS) - 푸른 행성팀 감독
- 플란더스의 개(KBS) - 코제트
- 우주삼총사(KBS)
- 정의의 소년 캐산(KBS)
- 머신로보트(VIDEO) - 해설(처음), 플루(처음)
- 헤라클레스 - 그리스인

### 영화
- 세가지 색 레드(KBS)
- 왕의 춤(KBS) - 대신
- 스타 워즈4(KBS)
- 벤허(KBS) - 섹스투스(안드레 모렐) / 티베리우스(조지 렐프)
- 맨 인 블랙(KBS) - 바퀴벌레 청소부(켄 도리)
- 굿바이 뉴욕, 황금을 찾아라(SBS) - 아빠
- 메리 라일리(KBS) - 메리의 아버지(마이클 갬본)
- 허드서커 대리인(KBS) - 이사회 인원(존 스캔란) / 파티 초대 손님(조셉 마커스)
- 극속전설(KBS) - 도망왕
- 워터월드(SBS)
- 초연(KBS) - 아버지
- 밀레니엄 캅(KBS) - 하후 아버지
- 다이하드(SBS) - 회사 사장(제임스 쉬게터)
- 니키타(SBS)
- 챔프(KBS)
- 레모(KBS) - 스미스
- 에이틴 어게인(SBS) - 할아버지(조지 번스)
- 취권(SBS) - 소화자(원소전)
- 영웅본색(SBS) - 요(석연자)
- 애꾸눈 론 선장(KBS) - 도날드슨
- 시스터 액트2(KBS)
- 러브 스토리(KBS) - 제니의 아버지(존 마리)
- 법외정(KBS) - 황백부
- 카르멜라(KBS)
- 미지와의 조우(KBS) - 관리 감독(멜리 코넬리)
- 나바론2(KBS)
- 황비홍(SBS)
- 마우스 헌트(SBS) - 루돌프(윌리엄 힉키)
- 길(KBS)
- 파리의 고갱(KBS)
- 지금은 통화중(KBS) - 아버지(월터 매튜)
- 최가박당(KBS) - 코작(맥가)
- 사랑은 소리높이(KBS) - 의사(테드 스티더)
- 거장의 장례식(KBS) - 연주가(우표)
- 누구를 위하여 종은 울리나(KBS) - 엘 소르도(조셉 칼레이아)
- 비둘기가 날 때 (KBS) - 클럽 주인(브렌던 콜드웰) / 밀수꾼(존 호이)
- 죠스 2(KBS) - 래리 시장(머리 해밀턴)
- 슈퍼맨 4: 최강의 적(KBS) - 워필드(샘 워너메이커)
- 노인과 바다 (KBS) - 로페즈(조 산토스)
- 난파선 (KBS) - 선장(셸 스토르모엔)
- 아라비아의 로렌스 (KBS) - 브라이튼 대령(앤서니 퀘일)
- 대부 2 (KBS) - 돈 파누치(개스톤 모스친) / 돈 치치(쥬세페 실라토)
- 에이스 벤츄라(SBS)
- 시스터 액트 2(KBS)

### 외화
- 터보유격대(VIDEO) - 옐로우 터보, 터보유격대 박사
- 스필버그의 어메이징 스토리(KBS)